# Pontiac Pathfinder
Pontiac Pathfinder — полноразмерный автомобиль, выпускавшийся с 1954 по 1958 год американской корпорацией General Motors.

## Описание
Pontiac Pathfinder продавался исключительно в Канаде и никогда не продавался в США. Он имел шасси, двигатель и кузовные панели Chevrolet, однако большинство отличительных элементов дизайна было перенято у Pontiac Chieftain.
Поставки Pontiac Pathfinder осуществлялись с 1954 по 1958 год. Автомобили поставлялись в Канаду, поскольку после 1953 года поставки седанов в США были прекращены.
Кроме седанов, также выпускались панельные фургоны.

## Галерея

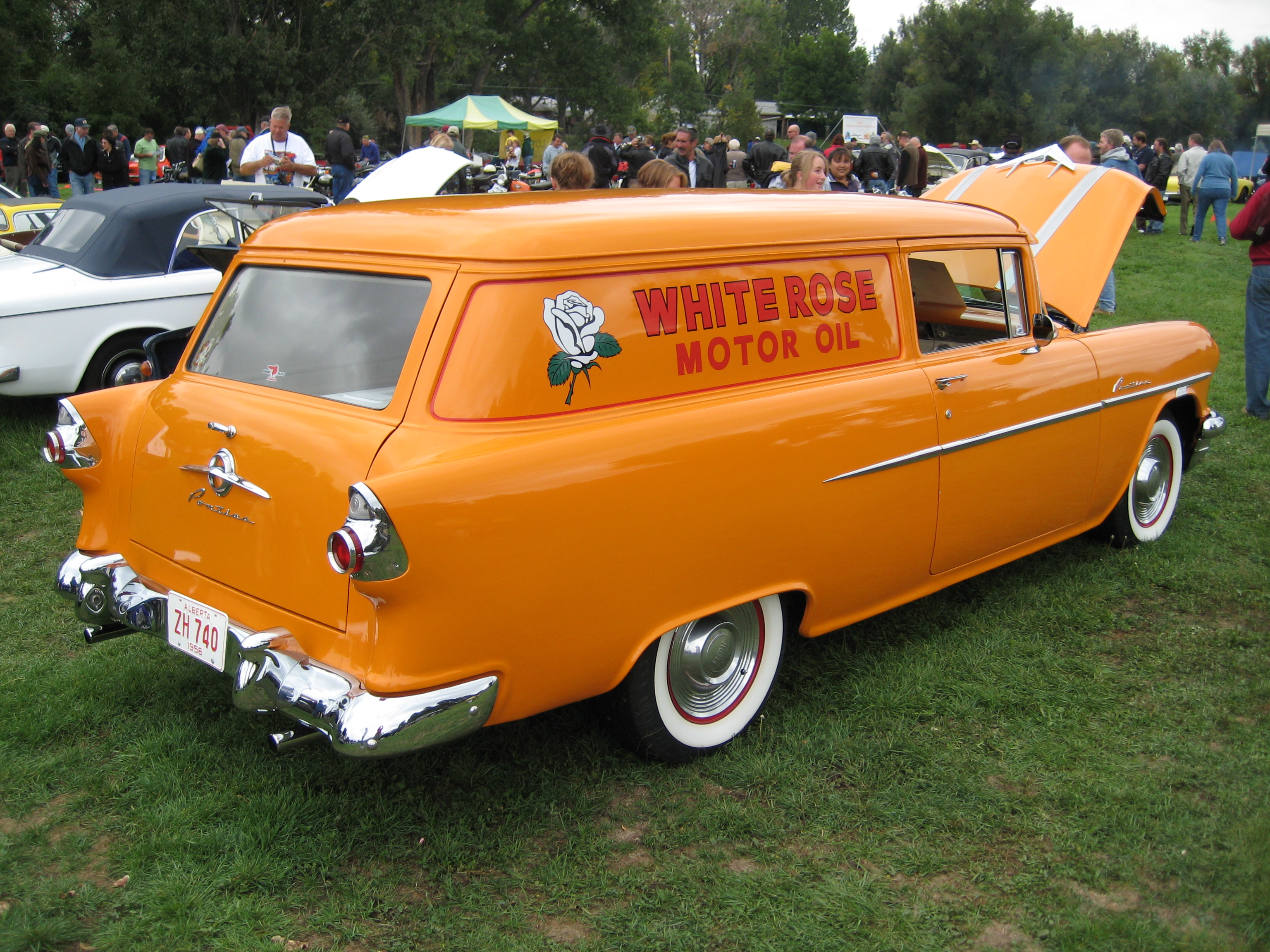
1956 Pontiac Pathfinder Sedan Delivery
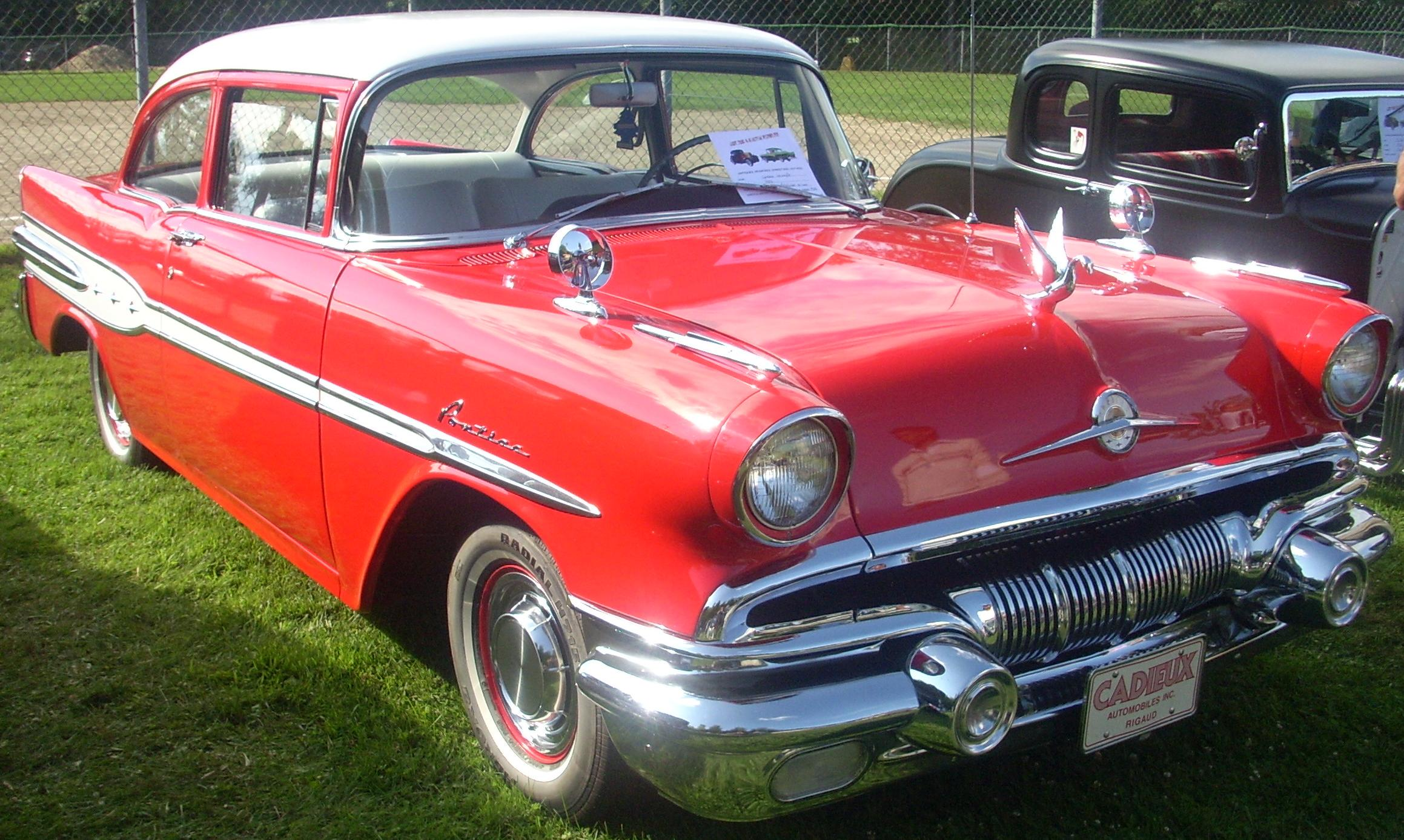
1957 Pontiac Pathfinder
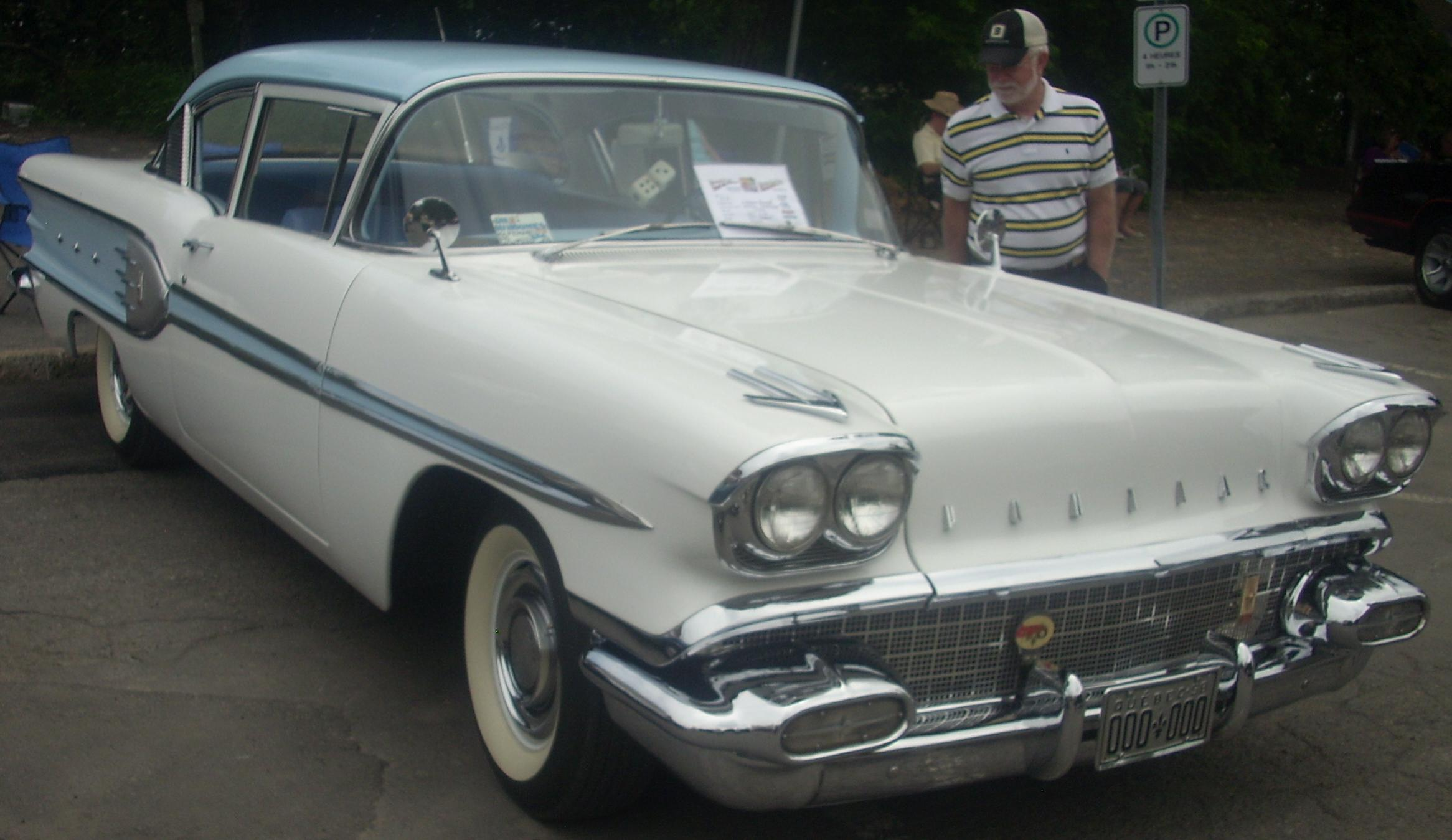
1958 Pontiac Pathfinder